# Ambassade de France au Venezuela
L'ambassade de France au Venezuela est la représentation diplomatique de la République française en république bolivarienne du Venezuela. Elle est située à Caracas, la capitale du pays, et son ambassadeur est, depuis 2023, Emmanuel Pineda.

## Ambassadeurs de France au Venezuela
| De   | À    | Ambassadeur                                    |
| ---- | ---- | ---------------------------------------------- |
| 1946 | 1949 | Guillaume Georges-Picot                        |
| 1949 | 1952 | Jean Bourdeillette                             |
| 1952 | 1955 | Pierre Arnal (d)                               |
| 1955 | 1961 | Pierre Denis (d)                               |
| 1961 | 1963 | Henry Ingrand                                  |
| 1963 | 1967 | Pierre de Vaucelles (d)                        |
| 1967 | 1971 | Maurice Guiramand                              |
| 1971 | 1973 | Guy Dorget                                     |
| 1973 | 1976 | André Rodocanachi                              |
| 1976 | 1979 | André Roger                                    |
| 1979 | 1981 | Jean Français                                  |
| 1981 | 1986 | Marcel Maître                                  |
| 1986 | 1988 | Jean-Claude Prével                             |
| 1988 | 1990 | Philippe Bernard                               |
| 1990 | 1993 | André-Jean Libourel                            |
| 1993 | 1996 | Henri Vignal                                   |
| 1996 | 1999 | Patrick Villemur                               |
| 1999 | 2002 | Laurent Aublin                                 |
| 2002 | 2006 | Pierre-Jean Vandoorne                          |
| 2006 | 2009 | Hadelin de La Tour du Pin Chambly de La Charce |
| 2009 | 2013 | Jean-Marc Laforêt (d)                          |
| 2013 | 2017 | Frédéric Desagneaux (d)                        |
| 2017 | 2023 | Romain Nadal (en)                              |
| 2023 | auj. | Emmanuel Pineda                                |

## Consulat

### Communauté française
Au 31 décembre 2016, 4 231 Français sont inscrits sur les registres consulaires au Venezuela. Il s'agit de la communauté la plus importante de l'Amérique andine, principalement localisée à Caracas (80 %) et dans les grandes agglomérations de Maracaibo, Barcelona ou l'île de Margarita.
| 2001  | 2002  | 2003  | 2004  |
| ----- | ----- | ----- | ----- |
| 4 153 | 4 194 | 4 832 | 5 440 |

| 2005  | 2006  | 2007  | 2008  |
| ----- | ----- | ----- | ----- |
| 5 358 | 5 823 | 4 502 | 4 830 |

| 2009  | 2010  | 2011  | 2012  |
| ----- | ----- | ----- | ----- |
| 4 954 | 4 913 | 4 970 | 4 917 |

| 2013  | 2014  | 2015  | 2016  |
| ----- | ----- | ----- | ----- |
| 4 580 | 4 538 | 4 456 | 4 231 |

### Circonscriptions électorales
Depuis la loi du 22 juillet 2013 réformant la représentation des Français établis hors de France avec la mise en place de conseils consulaires au sein des missions diplomatiques, les ressortissants français d'une circonscription recouvrant Sainte-Lucie, Trinité-et-Tobago et le Venezuela élisent pour six ans trois conseillers consulaires. Ces derniers ont trois rôles : 
1. ils sont des élus de proximité pour les Français de l'étranger ;
2. ils appartiennent à l'une des quinze circonscriptions qui élisent en leur sein les membres de l'Assemblée des Français de l'étranger ;
3. ils intègrent le collège électoral qui élit les sénateurs représentant les Français établis hors de France.

Pour l'élection à l'Assemblée des Français de l'étranger, le Venezuela appartenait jusqu'en 2014 à la circonscription électorale de Caracas, comprenant aussi la Bolivie, la Colombie, l'Équateur et le Pérou, et désignant trois sièges. Le Venezuela appartient désormais à la circonscription électorale « Amérique Latine et Caraïbes » dont le chef-lieu est São Paulo et qui désigne sept de ses 49 conseillers consulaires pour siéger parmi les 90 membres de l'Assemblée des Français de l'étranger.
Pour l'élection des députés des Français de l’étranger, le Venezuela dépend de la 2e circonscription.